# Luis Rodrigo Álvarez
Luis Rodrigo Álvarez (Distrito Federal, México; 17 de febrero de 1943) es un arqueólogo mexicano. Prolífico investigador y escritor radicado en la ciudad de Oaxaca, se desempeña actualmente como profesor e investigador en la Universidad Autónoma Benito Juárez de Oaxaca.

## Biografía
Luis Rodrigo Álvarez nació en la Ciudad de México, el 17 de febrero de 1943. Hijo único del matrimonio formado por el ingeniero civil Luis Rodrigo Martínez, republicano español exiliado en México en 1939, y la profesora normalista Esperanza Emma Álvarez Encarnación. Inicia sus estudios del nivel Primaria en el Colegio Madrid de la Ciudad de México, continuándolos en la Escuela Miguel Alemán y en la Escuela Abraham Castellanos para concluirlos en el Colegio Madrid. Realiza su Secundaria en el Instituto Juárez, en Coyoacán, al sur de la Ciudad de México y sus estudios de Preparatoria en el Instituto Luis Vives, en Tacubaya, también en el Distrito Federal.

### Años en la Universidad
En 1963 ingresa a la Escuela Nacional de Antropología e Historia (ENAH), en la Ciudad de México, comenzando sus estudios de antropología mismos que concluirá en la Escuela de Antropología de la Universidad Veracruzana en la ciudad de Jalapa, en el Estado de Veracruz. En esta institución se titulará el 1 de octubre de 1993 como Maestro en Ciencias Antropológicas con Especialidad en Arqueología con la tesis Vías y Rutas Terrestres de Comunicación en el Sur y Sureste de Mesoamérica. Períodos Clásico y Postclásico. Un enfoque arqueológico.
Es miembro desde 1967 de la Sociedad Mexicana de Antropología. Ciudad de México.
Ha realizado los siguientes cursos de posgrado:
1969-70 – Curso de Arqueología Avanzada de Campo. Realizado en la Universidad de Arizona, EE. UU. Bajo la Dirección de la maestra Paula H. Krotser y los doctores Emil H. Haury y William Longacre.
1973 – Curso de Arqueología Avanzada y de Ecosistemas. Instituto Nacional de Antropología e Historia. Desarrollado durante 8 meses en la Cuenca de México, Veracruz, Oaxaca, Tabasco, Chiapas, Campeche, Yucatán y Quintana Roo, bajo la dirección de los maestros José Luis Lorenzo Bautista, Pedro Armillas Carrasco y Jaime Litvak King y los doctores Kent V. Flannery y William T. Sanders.
1980 – Curso de Arqueología de Ecosistemas con Especialización en Chinampas y Campos Elevados. Desarrollado durante 6 meses en el Estado de Veracruz en el INIREB (Instituto Nacional de Recursos bióticos). Dirigido por el Dr. Alfred H Siemens, de la Universidad de Columbia Británica, Canadá.

### Años en la actividad profesional
En 1962 fue ayudante del profesor José Luis Lorenzo Bautista en la elaboración de la Sala de Los Orígenes del Museo Nacional de Antropología de Chapultepec. México, D.F.
Desde ese año y hasta 1967 realiza la Actualización de la temática de Antropología en el Diccionario Enciclopédico UTEHA. 2.ª Edición para la Editorial González-Porto. En 1964 trabaja en los levantamientos topográficos y exploraciones de ofrendas en las Zonas 5-A y 5-B situadas frente a la Pirámide del Sol, en el Proyecto Arqueológico Teotihuacán, con los arqueólogos Eduardo Contreras Sánchez e Ignacio Bernal y García Pimentel.
En ese mismo año de 1964 colabora en la exploración, con el Arqueólogo Eduardo Matos Moctezuma, del Altar Mexica pintado al fresco con efigie del Dios Tláloc, ubicado en la esquina de las calles de Argentina y Justo Sierra, en la Ciudad de México. No se imaginaría que a escasos metros hacia el sur de este altar y en el mismo nivel donde él trabajaba se encontraba la célebre escultura de la Coyolxauhqui cuyo descubrimiento desataría, 24 años después, las excavaciones del Templo Mayor. Leamos sus recuerdos de este importante suceso: "A esa excavación para los cimientos de Porrúa fui comisionado por el Prof. José Luis Lorenzo como ayudante de Eduardo Matos Moctezuma, que entonces era un estudiante de 3.er  año. Lo que encontramos nos dejó helados, Un templito rectangular en talud con un mural de Tláloc policromo que nos revelo que al norte del Templo Mayor (la sección dedicada a Tláloc) hubo una pequeña plaza con, por lo menos, tres adoratorios pintados que obviamente estuvieron en culto. ¿Y la pintura? ¡Excelente y bellísima!, con sus colmillos azules de los que caen gotas de agua. Allí estuve alrededor de un mes, porque la empresa que lo iba a levantar para llevarlo al Museo Nacional tardó mucho en lograr que la pluma de la grúa pasase por encima del edificio en construcción ya que todo estaba adentro y a 9 metros de profundidad. Como el relleno era de tierra (lodo del llamado jaboncillo), hubo que colar un soporte basal con su respaldo. ¡Toda una experiencia! Yo ya no vi la extracción pues el Prof. Lorenzo me mandó a Culhuacán a explorar varios entierros Teotihuacanos. Pero años después lo vi en el Museo, todavía cubierto, pero tal parece que lo restauraron y por fortuna no se desintegró. Yo lleve tres muestras del lodo del relleno al Departamento de Prehistoria, y constatamos el grado de colapsación que sufría en cuanto perdía humedad. ¡Cómo aprendí con eso!".
En 1965 trabaja en la exploración de entierros Teotihuacanos en Culhuacán, D.F. y en las exploraciones en Tlatelolco con el Arqueólogo Eduardo Contreras Sánchez. Participa ese mismo año como colaborador en la exploración de una serie de 32 entierros del Formativo Medio (Preclásico Medio) en Tlatilco, Estado de México, ayudando al Antropólogo Arturo Romano Pacheco. Destaca su colaboración con el Arqueólogo, Raúl Arana Álvarez, en el levantamiento del plano topográfico de la zona arqueológica de Manzanilla, Puebla, y en el inicio de la exploración de su Juego de Pelota, uno de los mayores de Mesoamérica. El año de 1967 es de gran actividad pues lo encontramos en las exploraciones en la Fortaleza Totonaca de Pinoltepec, en Veracruz. Imparte ocho conferencias de orientación antropológica a Maestros y Alumnos del Instituto Federal de Capacitación del Magisterio en cuatro poblaciones del Estado de Veracruz: Cosautlán, Teocelo, Xicochimalco y Coatepec. Trabaja en los levantamientos topográficos en Zempoala y Viejón, para el Instituto de Antropología de la Universidad Veracruzana y en el levantamiento topográfico y evaluación técnica de la zona arqueológica de Oceloapan, también el Estado de Veracruz.
De 1967 a 1970 colabora con el arquitecto Enrique Segarra Tomás en la elaboración del proyecto del Museo de la Ciudad de Veracruz.
En el Primer semestre de 1969 lleva a cabo reconocimientos arqueológicos en la Cuenca Alta del río Huitzilapan, Veracruz, cubriendo 18 sitios totonacos de los Períodos Preclásico, Clásico y Postclásico. En el segundo semestre de este año y hasta 1970 realiza un curso sobre su especialidad en Tucson, Arizona, en los EE. UU. Durante el bienio 1972-1973 participa en diversos reconocimientos arqueológicos en los estados de Veracruz y Oaxaca, registrando sitios y analizando caminos y veredas de acceso a las zonas arqueológicas. Colabora en esta época en levantamientos topográficos en cinco sitios del macizo de los Tuxtlas, también en el estado de Veracruz, para el Proyecto Olmeca de los Tuxtlas, del Instituto de Antropología de Veracruz y las Universidades de Kansas y Tulane, EE. UU., colaborando con el maestro Francisco Beverido Pereau. En 1972 es miembro Fundador del Centro Regional del Instituto Nacional de Antropología e Historia en Oaxaca. Así mismo trabaja en el mapeo de sitios arqueológicos en las cuencas medias y bajas de los ríos Jamapa, Actopan, Papaloapan, y San Juan, para el Instituto de Antropología de la Universidad Veracruzana.
De 1972 a 1973 realiza la clasificación y catalogación del material de bodega del Museo Regional del INAH en Oaxaca. En estos años lleva a cabo reconocimientos arqueológicos en la Mixteca Alta, Mixteca Baja, Cañada, Zona Chontal e Istmo, haciendo levantamientos topográficos de sitios y observación de materiales superficiales. Así mismo, trabaja en la exploración de un área de enterramientos de la Época II en Monte Albán y en el reconocimiento integral del sitio arqueológico de San Juan Diquiyú, Municipio de Tezoatlán, Huajuapan, Oaxaca. Participa, así mismo en el rescate de estructuras en Monte Albán. Durante estos dos años de gran actividad participa en la exploración de muestreo en Chilar, Cuicatlán, Oaxaca.
En 1973 colabora en un curso de Arqueología Avanzada y Ecosistemas impartido por el INAH,  en Ciudad de México y en ocho estados de la República.
De 1973 a 1979 lleva a cabo las investigaciones arqueológicas que le permitirán detectar la red de rutas comerciales y de intercambio en los estados de Oaxaca, Guerrero, Puebla y Veracruz durante dos períodos prehispánicos y que serían la base para el desarrollo de su importante obra publicada posteriormente sobre este tema y que ha sido de gran importancia para entender la vida comercial de esta región.
De 1970 a 1981 es Profesor-Investigador de Tiempo Completo, por oposición, en la Escuela de Antropología de la Universidad Veracruzana. En estos años participa en el Curso de Arqueología de irrigación en el INIREB, Jalapa, Veracruz.
En el quinquenio 1980-1985 lo vemos ya en Oaxaca llevando a cabo investigaciones arqueológicas de obras de irrigación y terraceos prehispánicos. En estos años es Jefe del Departamento de Investigaciones Histórico-Geográficas en la Dirección de Cultura y Recreación del Gobierno del Estado de Oaxaca.
De 1981 a 1983 llevará a cabo la elaboración de su reconocida obra Geografía General del Estado de Oaxaca, libro que marcará su inicio en el campo editorial como autor muy reconocido no solo en el medio nacional sino también internacional.
En 1985	descubre, junto con el Arqueólogo Mario Navarrete Hernández, áreas chinamperas en las lagunas de Mandinga y Rancho Nuevo, en la costa de Veracruz.
En los años de 1986 a 1990 es colaborador de la Enciclopedia de México, en su 2.ª  Edición, elaborando 659 entradas referentes a Antropología, Prehistoria e Historia de Oaxaca.
En 1988 extiende sus descubrimiento de áreas chinamperas y campos elevados, en esta ocasión en el Estado de Oaxaca. Ese mismo año descubre pinturas coloniales de Simón de Pereyns, siglo XVI, en la iglesia de San Jerónimo Tlacochahuaya, Tlacolula, Oaxaca.
En 1992 logra, por oposición, el nombramiento como Investigador de Tiempo Completo en el Instituto de Investigaciones Sociológicas de la Universidad Autónoma Benito Juárez de Oaxaca y en 1994 el de Investigador Homologado, Categoría 5, adscrito al IISUABJO.

### Labor editorial
Entre los años 1992 a 2010 trabaja asiduamente en búsquedas e investigaciones tendientes a lograr tres libros, el de: “Las  Rutas, los Productos y el Comercio Prehispánicos en el Sur y Sureste de Mesoamérica”, una “Introducción a los Grupos Indígenas del Estado de Oaxaca” y El “Diccionario de Personajes Históricos del Estado de Oaxaca”, incluyendo la actualización y re-maquila del primero de ellos.
En el bienio 1993 a 1994 lleva a cabo la actualización de su “Geografía General del Estado de Oaxaca” y entre 1994 y 1995 elabora su famosa obra “Historia General del Estado de Oaxaca”.
De 1996 a 2011 elabora, en apoyo a los estudiantes del área de arqueología, veinticuatro traducciones de artículos arqueológicos, originalmente escritos en idioma inglés por los doctores Alex D. Krieger, Gordon Willey, William Timothy Sanders, Michael D. Coe, Kent V. Flannery, Pedro Armillas Carrasco, Jeffrey R. Parsons, Ronald Spores y Marcus Winter. Esta labor revive las TRADUCCIONES MESOAMERICANISTAS que había realizado la Sociedad Mexicana de Antropología.
A la par que realiza la labor de traducción anteriormente mencionada, escribe el Diccionario de Personajes Históricos del Estado de Oaxaca, magna obra planeada en 4 tomos y que da presencia a más de 8000 personajes de nuestra historia. El primer tomo deberá publicarse en el año de 2014.
En 2012 concluye su obra “Etnografía General del Estado de Oaxaca” que espera su próxima edición.

### Reconocimientos académicos
1973        Seleccionado por el Prof. José Luis Lorenzo Bautista, entonces Director del Departamento de Prehistoria del INAH, como uno de los ocho Arqueólogos jóvenes que recibieron el Curso de Arqueología de Campo y de Ecosistemas que impartieron los doctores Pedro Armillas, William T. Sanders y Kent V. Flannery en ese año.
1980          Invitado por el Dr. Alfred H. Siemens, de la Universidad de Columbia Británica (Canadá), para participar en el Curso de Arqueología de Ecosistemas e Irrigación Prehispánica, que tuvo lugar en el Instituto Nacional de Recursos Bióticos, Jalapa, Ver.
1982      Ganador del Concurso para la elaboración de una Geografía Mexicana de Geografía y Estadística del Estado de Oaxaca, convocado por el Gobierno Estatal y la Sociedad Mexicana de Geografía y Estadística.
1984          Invitado como Ponente a la Conferencia Panel que, con el tema “Historia y Problemática de las Etnias Oaxaqueñas” se impartió en el auditorio del Instituto Nacional Indigenista a los 54 Generales y 8 Almirantes que entonces Integraban el Colegio de la Defensa Nacional.
Durante los años 1986 a 1988 recibe reconocimientos por haber acompañado y guiado, a petición del C. Gobernador del Estado, a los Señores Licenciados. Oscar Arias, Presidente de la República de Costa Rica, Bernardo Sepúlveda Amor, Secretario de Relaciones Exteriores mexicano y Liuben Abramov, embajador plenipotenciario de la República de Bulgaria, a las zonas arqueológicas de Mitla y Monte Albán.
1995 Reconocimiento, Homenaje y Felicitación del Ayuntamiento de la Ciudad de Oaxaca por la labor cultural realizada a favor del Pueblo Oaxaqueño. Nombramiento de "OAXAQUEÑO DISTINGUIDO".
2005 Reconocimiento y Premio. “Casa de la Cultura Oaxaqueña” por la labor de divulgación histórica realizada.

## Publicaciones
1966-67   -   886 entradas referentes a Antropología e Historia Antigua de varios países en el Diccionario Enciclopédico UTEHA. 2.ª Edición. 12 Tomos. Editorial González Porto. México, D. F.
1983  - GEOGRAFÍA GENERAL DEL ESTADO DE OAXACA Gobierno del Estado de Oaxaca. Imprenta Ajusco. 313p. México, D F. 1983.
1989-90   -    659 entradas referentes a Antropología, Prehistoria e Historia Antigua de Oaxaca en la 2.ª Edición de la Enciclopedia de México. 14 Tomos. México, D F.
1969-95 - 16 artículos sobre Arqueología, Arte Colonial, Música Virreinal, y Eco.Geografía publicados en diferentes revistas. Dos de ellos en México Desconocido.
1994 -  GEOGRAFÍA GENERAL DEL ESTADO DE OAXACA. 2.ª Edición ampliada. 456 p. Carteles Editores. Oaxaca, Oax. 1994.
1994 -  “Dos Pereyns en Tlacochahuaya”. REVISTA. ÁUREA. N° 6. p 9. Oaxaca, Oax. 1994.
1995 -  HISTORIA GENERAL DEL ESTADO DE OAXACA. Carteles Editores. Oaxaca, Oax. 1995
1997 - “La Destrucción de Ecosistemas en Oaxaca”. Artículo reeditado en el Suplemento Cultural LETRA VIVA del periódico “EL IMPARCIAL”. Oaxaca, Oax. 1997.
1997 - “Un Interesante Dato para la Historia de este País”. Artículo publicado en el Suplemento Cultural LETRA VIVA del periódico “EL IMPARCIAL” Oaxaca, Oax. 1997.
1997 -  GEOGRAFÍA GENERAL DEL ESTADO DE OAXACA. 3.ª Edición ampliada. 480 p. Carteles Editores. Oaxaca, Oax. 1997.
1999 - “La Zona Arqueológica de Cerro de las Minas. Huajuapan, Oax” En: MÉXICO DESCONOCIDO. Vol XXI. N° 263. Ed: México Desconocido. México, D F. 1999.
2000 - "Caminando por la Arqueología de Oaxaca", Reseña, pág. 187. Cuadernos del Sur Ciencias Sociales. No.6, 2000. https://web.archive.org/web/20140418234415/http://pacificosur.ciesas.edu.mx/Images/cds/cds15.pdf
2004 - “Un Sexenio Más”. 14 p. En. VOCES DE LA TRANSICIÓN EN OAXACA. Coordinador. Claudio Sánchez Islas. Carteles Editores. Oaxaca, Oax. 2004.
2004 -  GEOGRAFÍA GENERAL DEL ESTADO DE OAXACA. 4.ª Edición ampliada. 542 p. Carteles Editores. Oaxaca, Oax. 2004.
2006 -  GEOGRAFÍA GENERAL DEL ESTADO DE OAXACA. Reimpresión de la 4.ª Edición ampliada. 542 p. Carteles Editores. Oaxaca, Oax. 2006.
2006 - LAS RUTAS, LOS PRODUCTOS Y EL COMERCIO PREHISPÁNICO EN EL SUR Y SURESTE DE MESOAMÉRICA. PERIODOS CLÁSICO Y POSTCLASICO.  UN ENFOQUE ARQUEOLÓGICO. P 374.                                     Coedición del IISUABJO y Proveedora Escolar. S A. Servicios Editoriales de la UABJO. Universidad Autónoma “Benito Juárez” de Oaxaca. Oaxaca, Oax. 2006. ISBN 9709128639.
2008 - “Historia General del Estado de Oaxaca”, Siena Editores. Puebla Pue.
2012 - “La Historia de Oaxaca a la luz de las notas de pie de página de mi HISTORIA GENERAL DEL ESTADO DE OAXACA. En: LOS ZAPOTECOS DE LA SIERRA NORTE. Universidad de la Sierra Norte. Ixtlán de Juárez. Oax. 2012